# Assistant Secretary of State for South and Central Asian Affairs
Der Assistant Secretary of State for South and Central Asian Affairs (Unterabteilungsleiter) ist ein Amt im Außenministerium der Vereinigten Staaten.

## Geschichte des Amtes

Organigramm: Die administrative Gliederung des Außenministeriums (englisch)

Durch das Gesetz über auswärtige Beziehungen für die Haushaltsjahre 1992/1993 wurde die Ernennung des Assistant Secretary of State for South Asian Affairs vom 28. Oktober 1991 bestätigt und beschlossen, Teile aus der bisherigen Unterabteilung (Bureau of Near Eastern and South Asian Affairs) auszugliedern. Daraufhin wurde am 24. August 1992 die Unterabteilung für Südasien (Bureau of South Asian Affairs) geschaffen, das für die Beziehungen zu Afghanistan, Bangladesch, Bhutan, Indien, Malediven, Nepal, Pakistan und Sri Lanka verantwortlich war.
Im Rahmen einer Neuorganisation des Außenministeriums wurde mit Wirkung zum 21. Februar 2006 die heutige Unterabteilung für Süd- und Zentralasien (Bureau of South and Central Asian Affairs) geschaffen, nachdem die Zuständigkeit für die Länder Kasachstan, Kirgisistan, Tadschikistan, Turkmenistan und Usbekistan aus der Unterabteilung für Europa und Eurasien (Bureau of European and Eurasian Affairs) herausgenommen wurde. Richard Boucher wurde daraufhin erster Assistant Secretary of State for South and Central Asian Affairs.
Der Assistant Secretary of State for South and Central Asian Affairs ist Leiter der Unterabteilung für Süd- und Zentralasien (Bureau of South and Central Asian Affairs) im US-Außenministerium und damit für die Operationen der Botschaften in den Ländern dieser Regionen wie Afghanistan, Bangladesch, Bhutan, Indien, Kasachstan, Kirgisistan, Malediven, Nepal, Pakistan, Sri Lanka, Tadschikistan, Turkmenistan und Usbekistan verantwortlich. Er untersteht dem Leiter der Politischen Abteilung (Under Secretary of State for Political Affairs) und ist zugleich Berater des US-Außenministers sowie des US-Vizeaußenminister.
Der Unterabteilungsleiter wird bei seiner Arbeit durch einen Principal Deputy Assistant Secretary for South and Central Asian Affairs als ersten Referatsleiter und stellvertretenden Unterabteilungsleiter sowie weiteren Deputy Assistant Secretaries unterstützt, die als Referatsleiter zuständig sind für die Bereiche South Asian (Deputy Assistant Secretary, South Asia), Afghanistan und Pakistan (Assistant Secretary, Afghanistan and Pakistan) und Zentralasien (Deputy Assistant Secretary, Central Asia).

## Amtsinhaber

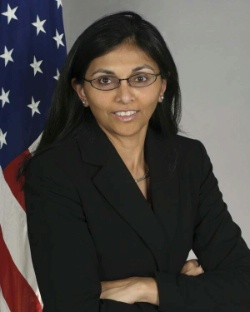
Nisha Desai Biswal ist seit dem 21. Oktober 2013 amtierende Assistant Secretary of State for South and Central Asian Affairs

### Liste derAssistant Secretaries of State for South Asian Affairs, 1992–2006
| Name               | Beginn der Amtszeit | Ende der Amtszeit | Amtierender US-Präsident     |
| ------------------ | ------------------- | ----------------- | ---------------------------- |
| Edward Djerejian   | 24. August 1992     | 30. Mai 1993      | George Bush und Bill Clinton |
| James P. Covey     | [ 2 ]               |                   |                              |
| Robin Raphel       | 6. August 1993      | 27. Juni 1997     | Bill Clinton                 |
| Karl Inderfurth    | 4. August 1997      | 19. Januar 2001   | Bill Clinton                 |
| Christina B. Rocca | 1. Juni 2001        | 17. Februar 2006  | George W. Bush               |

### Liste derAssistant Secretaries of State for South and Central Asian Affairs, seit 2006
| Name                 | Beginn der Amtszeit | Ende der Amtszeit | Amtierender US-Präsident |
| -------------------- | ------------------- | ----------------- | ------------------------ |
| Richard Boucher      | 21. Februar 2006    | 25. Mai 2009      | George W. Bush           |
| Robert O. Blake, Jr. | 2. Juni 2009        | 20. Oktober 2013  | Barack Obama             |
| Nisha Desai Biswal   | 21. Oktober 2013    |                   | Barack Obama             |